# 和声 理論と実習
『和声 理論と実習』（わせい りろんとじっしゅう）は、日本語による和声教育の教科書。通称「芸大和声」、「島岡和声」。

## 概要
『和声 理論と実習』に先行する日本語の和声教科書で直接関係するものは、1958年に音楽之友社から出版された外崎幹二と島岡譲による『和声の原理と実習』である。これは従来の和音記号の方式を総合した新たな和音記号を使って記述されている。この『和声の原理と実習』をもとに東京芸術大学で島岡譲が執筆責任者となって新たな和声教科書が企画され、企画に参加した各教官の教育現場での経験に基づく提言と工夫が『和声 理論と実習』全3巻および別巻1巻にまとめられ、1964年から1967年にかけて音楽之友社から出版された。
その後、各音楽大学で和声教科書として広く採用され、日本語による和声教育の標準的教科書の地位を占めるに至った。教科書編纂にあたっては個人指導によらなくとも十分な学習効果の上がることが企図されている。本来は、東京藝術大学音楽学部の和声の授業のための教科書として出版されたが、現在は東京藝術大学では使用されていない（#日本語による和声教科書参照）。

### 著者
島岡譲（執筆責任）、丸田昭三（執筆補佐）、佐藤眞（執筆補佐）、池内友次郎、長谷川良夫、石桁真礼生、松本民之助、矢代秋雄、柏木俊夫、小林秀雄、三善晃、末吉保雄、南弘明。

## 構成
バロックから、古典派、およびロマン派初期までの和声を体系的に学べる構成である。いくつかの公理を基にして、そこからさまざまな和声現象の可能性が導かれている。また、本書の内容は楽曲分析（アナリーゼ）などにも応用が可能である。作曲専攻（作曲学科）志望者の場合、初めの1年間に第1巻と第2巻を学び終え、2年目に第3巻を学ぶという配分が標準的である。
第1巻
予備知識、3和音とその基本位置および転回位置、和音設定の原理（カデンツ）、声部の配置と連結、ドミナント和音の総括、バス課題。
第2巻
サブドミナントの学習が主。II7 や IV7 の和音、準固有和音、V の V の和音（ドッペルドミナント）、それらを含むカデンツ、近親転調、ソプラノ課題。
第3巻
調設定の原理、借用和音の総括、構成音の転位（非和声音）、偶成和音、保続音、対位法的な和声技法。
別巻
第1巻から第3巻に含まれる主な課題の実施例を紹介している。
それまでの慣習や伝統にとらわれず、感覚に頼らず、機能和声に基づく理論が緻密に構成されている。しかし、理論ばかりの先行を避け、和声の実体に即しているところが大きな特徴である。パリ音楽院の作曲学の教育課程を礎に、バス課題（低音域の声部が与えられ、それより高い音域の声部を作成する課題）とソプラノ課題（高音域の旋律が与えられ、それより低い音域の声部を作成する課題）はフランソワ・バザン、ナポレオン・アンリ・ルベル、そしてルイジ・ケルビーニの様式に基づいている。

## 内容
著者らは、この教科書で扱う和声の範囲に学習者をいたずらに閉じ込める意図はないことを明言している。指導方法は、まず手法の紹介をし、例や例題で実施方法を紹介し、次に課題を実習させるという形式になっている。学習者が陥りやすい誤りについても例を載せて示されている。
第1巻および第2巻では、4声体の各声部がまったく同じリズムで動く。第3巻では、学習が進むに連れそれぞれの声部が別々の動きをするケースを学習するようになる。
第3巻の内容はかなり高度であり、和声専攻または作曲専攻の学生の使用にも耐え、東京芸術大学作曲科の入学試験の和声課題にも用いることができる程度となっている。また、第1巻および第2巻ではほとんど問題にされなかった拍が、第3巻の第3章「内部変換」からは和声の要素として取り上げられてくるようになる。このあたりから各声部の譜割りがだんだん異なってくるようになる。第4章「構成音の転位(1)」からは、転位音（非和声音）という拍やリズムに依存した音を扱うために、リズムを和声の重要な要素として取り上げるようになる。第1巻から通して常に4声で構成されていた和声が、第10章「主題的構成を持つバス課題」では声部が減らされたり（3声体、2声体）、逆に分割して増やされたり（5声体、6声体）と、より変化に富んだ和声が学べるようになっている。
別巻には、第1巻から第3巻までに含まれる主な課題の実施例が掲載されている。和声の課題の実施は、理論的に正しくても音楽的に美しくなければならない。別巻で範例的な実施例に触れることで、学習者は第1巻から第3巻までのテキストからではくみ取れない音楽的意図を感覚として体得することができる。

## 評価
本書は合理的で分かりやすいと評価される一方、和声感覚の会得に資すべき実習課題が型どおりで機械的になりがちである点、機能和声に係る歴史的な音楽スタイルの変遷については考慮していない点が指摘される。

## その他の和声教科書

### 海外の和声教科書
- ニコライ・リムスキー＝コルサコフ『和声法要義』菅原明朗訳[1]
- ルードルフ・ルイ、ルートヴィヒ・トゥイレ『和声学』山根銀二、渡鏡子共訳[1][9]
- テオドール・デュボア『和声学』平尾貴四男訳[1]
- パウル・ヒンデミット『和声学』坂本良隆訳[1][9]
- アルノルト・シェーンベルク『和声学第1巻』山根銀二訳[1]
- ディーター・デ・ラ・モッテ『大作曲家の和声』滝井敬子訳（「ドイツの音楽大学で広く用いられている」[1]）
- シャラン(H. Challan) "380 basses et chants donnés" 1-10（課題集）[1]
- ウォルター・ピストン『和声法』

### 日本語による和声教科書
翻訳ではない日本語による最初の和声教科書は、1908年に出版された福井直秋の『和声学初歩』である。その後山田耕筰や田中敬一の教科書などが出版された。
戦後、1950年に出版された長谷川良夫『大和声学教程』（音楽之友社）と1954年の諸井三郎『機能和声法』（音楽之友社）には共にルードルフ・ルイ、ルートヴィヒ・トゥイレ共著の『和声学』（山根銀二ほか訳）の影響がある。1959年の下総皖一『和声学』（全音楽譜出版社）にはヒンデミットの影響がある。これらはいずれもドイツの和声学をもとにしている。これに対して池内友次郎はフランスの和声法を日本に紹介した。池内の方法はのちに出版された池内友次郎編の『和声課題集』と『和声実施集』上下巻の3冊（1989年、1990年）によって知られる。
池内の後継者と目される島岡譲は1958年の外崎幹二との共著『和声の原理と実習』（音楽之友社）でドイツ、フランスいずれの表記法とも異なる和音の転回形を明示する記号を考案した。この和音記号方式は『和声 理論と実習』（通称『芸大和声』）によって継承され、日本語による音楽教育現場で定着した。島岡はさらに1982年から1988年にかけて『音楽の理論と実習』全3巻および『別巻』全3巻を音楽之友社から出版している。これは学問としては価値の高いものであるが難解にすぎる弊がある。島岡の後輩にあたる矢代秋雄と野田暉行は日本独特の島岡による転回形の明示を継承していない。それぞれ『矢代秋雄 和声集成』1-3（全音楽譜出版社、1982年）および『和声50課題集』（野田暉行著、音楽之友社、1990年）がある。
1998年になって島岡らによって新たに『総合和声 実技・分析・原理』（音楽之友社）が出版された。2006年と2007年には大阪音楽大学教授の植野正敏らによる『明解 和声法』上下巻（音楽之友社）が出版された。
なお、現在の東京藝術大学の和声教科書には、2015年より林達也著『新しい和声 理論と聴感覚の統合』（アルテスパブリッシング）が使用されている。